# Hidroximetilfurfural
O hidroximetilfurfural (HMF) é uma molécula resultante da transformação dos monossacarídeos: frutose e glicose.
Quanto mais calor, mais rápida é a conversão, logo, o HMF passou a ser usado como indicador de aquecimento, processamento inadequado ou mesmo adulterações
em xaropes e no mel. Além do calor, também o envelhecimento e o pH contribuem para a velocidade de formação do HMF.